# Leona Woods
Leona Harriet Woods, più tardi conosciuta come Leona Woods Marshall e Leona Woods Marshall Libby (La Grange, 9 agosto 1919 – Santa Monica, 10 novembre 1986), è stata una fisica statunitense che contribuì a costruire il primo reattore nucleare e la prima bomba atomica.

## Biografia
All'età di 23 anni è stata la più giovane e unica donna membro della squadra che ha costruito e sperimentato il primo reattore nucleare al mondo, la Chicago Pile-1, in un progetto guidato da Enrico Fermi. In particolare, il ruolo di Woods fu determinante nella costruzione dei contatori geiger, utilizzati nelle analisi condotte durante la sperimentazione del reattore. Leona Woods lavorò con Fermi, Robert Oppenheimer, Richard Feynman, Robert Rathbun Wilson e altri nel Progetto Manhattan e, insieme al suo primo marito John Marshall, ha successivamente aiutato a risolvere il problema dell'avvelenamento da xeno nel sito di produzione di Hanford e ha supervisionato la costruzione dei reattori di produzione di plutonio di Hanford.
Dopo la guerra, è diventata ricercatrice presso l'Institute for Nuclear Studies di Fermi. Successivamente ha lavorato presso l'Institute for Advanced Study di Princeton, presso il Brookhaven National Laboratory e infine presso la New York University, dove è diventata professoressa nel 1962.
Le sue ricerche hanno riguardato la fisica delle alte energie, l'astrofisica e la cosmologia. Nel 1966 divorziò da Marshall e sposò il premio Nobel Willard Libby. In età avanzata si interessò ai problemi ecologici e ambientali e ideò un metodo per utilizzare i rapporti isotopici negli anelli degli alberi, al fine di studiare i cambiamenti climatici.
La sua storia inedita, poco considerata, è stata ricostruita per la prima volta nella letteratura divulgativa da Gabriella Greison nel suo libro La donna della bomba atomica del 2024 e nell'omonimo spettacolo portato in scena, sempre dalla Greison, con la regia di Alessio Tagliento.

## Lista parziale di pubblicazioni scientifiche
- Libby, L., M. (1969) Creation of an atmosphere for the moon. Rand Corporation.
- Libby, L., M. (1970) Fifty environmental problems of timely importance. Rand Corporation.
- Libby, L., M. (1979) The Uranium People. Crane, Russak.
- Libby, L., M. (1980) The upside down cosmology and the lack of solar neutrinos.
- Libby, L., M. (1982) Life Work of Nobel Laureate Willard Frank Libby.
- Libby, L., M. (1982) Carbon Dioxide and Climate. Pergamon.
- Libby, L., M. (1983) Past Climates: Tree Thermometers, Commodities, and People. Texas: University of Texas.

## Spettacoli teatrali
- La donna della bomba atomica di e con Gabriella Greison (spettacolo teatrale), regia Alessio Tagliento, musiche Francesco Baccini, produzione Associazione Paul Dirac, distribuzione Imarts, 2024